# Гастон Жулија
Гастон Морис Жулија (фр. Gaston Maurice Julia; Сиди бел Абес, 3. фебруар 1893 — Париз, 19. март 1978) је био француски математичар, чувен по својим пионирским истраживањима фрактала.